# Euphorbia buhsei
Euphorbia buhsei är en törelväxtart som beskrevs av Pierre Edmond Boissier. Euphorbia buhsei ingår i släktet törlar, och familjen törelväxter. Inga underarter finns listade i Catalogue of Life.